# Ken’ichi Ogata
Ken’ichi Ogata (jap. 緒方 賢一 Ogata Ken’ichi; ur. 29 marca 1942) – japoński aktor głosowy, związany z Production Baobab.

## Wybrana filmografia

### Seriale anime
- 1977: Yattaman jako Yatta-Mistrz
- 1983: Alicja w Krainie Czarów jako Biały Królik
- 1983: Dookoła świata z Willym Foggiem jako Pooley
- 1987: Baśnie braci Grimm
- 1989: Księga dżungli
- 1989: Piotruś Pan jako Smee
- 1990: Tajemniczy opiekun jako George
- 1990: Robin Hood jako brat Tuck
- 1990: Samuraje z Pizza Kot
- 1999: Magiczny kamień jako Apollis

### Filmy anime
- 1997: Detektyw Conan: Architekt zniszczenia jako dr Hiroshi Agasa

### Gry
- 2001: Crash Bandicoot: The Wrath of Cortex jako Aku Aku